# Пунта дел Лаго (Витербо)
Пунта дел Лаго је насеље у Италији у округу Витербо, региону Лацио.
Према процени из 2011. у насељу је живело 210 становника. Насеље се налази на надморској висини од 525 м.